# Équipe d'Italie de football à la Coupe du monde 1954
L'équipe d'Italie de football participe en Suisse du 16 juin au 4 juillet 1954, à la Coupe du monde de football de 1954.

## Effectif
| No. | Pos.      | Joueur                        | Date de naissance et âge | Sélec. | Club                  |
| --- | --------- | ----------------------------- | ------------------------ | ------ | --------------------- |
| 1   | Gardien   | Giorgio Ghezzi                | 10 juillet 1930          | 1      | Internazionale Milano |
| 2   | Défenseur | Guido Vincenzi                | 14 juillet 1932          | 1      | Internazionale Milano |
| 3   | Défenseur | Giovanni Giacomazzi           | 18 janvier 1928          | 1      | Internazionale Milano |
| 4   | Défenseur | Maino Neri                    | 30 juin 1924             | 6      | Internazionale Milano |
| 5   | Milieu    | Omero Tognon                  | 3 mars 1924              | 11     | AC Milan              |
| 6   | Milieu    | Fulvio Nesti                  | 8 juin 1925              | 2      | Internazionale Milano |
| 7   | Attaquant | Ermes Muccinelli              | 28 juillet 1927          | 9      | Juventus              |
| 8   | Attaquant | Egisto Pandolfini             | 19 février 1926          | 14     | AS Roma               |
| 9   | Attaquant | Carlo Galli                   | 6 mars 1931              | 2      | AS Roma               |
| 10  | Attaquant | Gino Cappello                 | 2 juin 1920              | 10     | Bologna FC 1909       |
| 11  | Attaquant | Benito Lorenzi                | 20 décembre 1925         | 11     | Internazionale Milano |
| 12  | Gardien   | Giovanni Viola                | 26 juin 1926             | 0      | Juventus              |
| 13  | Défenseur | Ardico Magnini                | 21 octobre 1928          | 4      | ACF Fiorentina        |
| 14  | Défenseur | Sergio Cervato                | 22 mars 1929             | 11     | ACF Fiorentina        |
| 15  | Défenseur | Giacomo Mari                  | 17 octobre 1924          | 7      | Juventus              |
| 16  | Milieu    | Rino Ferrario                 | 7 décembre 1926          | 1      | Juventus              |
| 17  | Attaquant | Armando Segato                | 3 mai 1930               | 3      | ACF Fiorentina        |
| 18  | Milieu    | Gino Pivatelli                | 27 mars 1933             | 0      | Bologna FC 1909       |
| 19  | Attaquant | Giampiero Boniperti (captain) | 4 juillet 1928           | 22     | Juventus              |
| 20  | Milieu    | Guido Gratton                 | 23 septembre 1932        | 1      | ACF Fiorentina        |
| 21  | Attaquant | Amleto Frignani               | 5 mars 1932              | 6      | AC Milan              |
| 22  | Gardien   | Leonardo Costagliola          | 27 octobre 1921          | 3      | ACF Fiorentina        |

## Coupe du monde

### Premier tour, poule 4
| Classement final |            |     |   |   |   |   |    |    |      |
|                  | Équipe     | Pts | J | G | N | P | BP | BC | Diff |
| 1                | Angleterre | 3   | 2 | 1 | 1 | 0 | 6  | 4  | +2   |
| 2                | Suisse     | 2   | 2 | 1 | 0 | 1 | 2  | 3  | -1   |
| 2                | Italie     | 2   | 2 | 1 | 0 | 1 | 5  | 3  | +2   |
| 4                | Belgique   | 1   | 2 | 0 | 1 | 1 | 5  | 8  | -3   |

| 17 juin       | Suisse | 2 | 1 | Italie   |
| 20 juin       | Italie | 4 | 1 | Belgique |
| Match d'appui |        |   |   |          |
| 23 juin       | Suisse | 4 | 1 | Italie   |

| 17 juin 1954                      | Suisse                  | 2 - 1 | Italie        | Stade Olympique de la Pontaise, Lausanne                |                                                         |
| 17:50 · Historique des rencontres | Ballaman 18e · Hügi 78e |       | Boniperti 44e | Spectateurs : 43 000 Arbitrage : Mario Gonçalves Vianna | Spectateurs : 43 000 Arbitrage : Mario Gonçalves Vianna |
| 17:50 · Historique des rencontres | (Rapport)               |       |               | Spectateurs : 43 000 Arbitrage : Mario Gonçalves Vianna | Spectateurs : 43 000 Arbitrage : Mario Gonçalves Vianna |

| 20 juin 1954                      | Italie                                                        | 4 - 1 | Belgique  | Stade Cornaredo, Lugano                             |                                                     |
| 17:00 · Historique des rencontres | Pandolfini 41e (pen) · Galli 48e · Frignani 58e · Lorenzi 78e |       | Anoul 81e | Spectateurs : 26 000 Arbitrage : Carl Erich Steiner | Spectateurs : 26 000 Arbitrage : Carl Erich Steiner |
| 17:00 · Historique des rencontres | (Rapport)                                                     |       |           | Spectateurs : 26 000 Arbitrage : Carl Erich Steiner | Spectateurs : 26 000 Arbitrage : Carl Erich Steiner |

| 23 juin 1954 Match d'appui        | Suisse                                    | 4 - 1 | Italie    | Stade Saint-Jacques, Bâle                           |                                                     |
| 18:00 · Historique des rencontres | Hügi 14e, 85e · Ballaman 48e · Fatton 90e |       | Nesti 67e | Spectateurs : 30 000 Arbitrage : Benjamin Griffiths | Spectateurs : 30 000 Arbitrage : Benjamin Griffiths |
| 18:00 · Historique des rencontres | (Rapport)                                 |       |           | Spectateurs : 30 000 Arbitrage : Benjamin Griffiths | Spectateurs : 30 000 Arbitrage : Benjamin Griffiths |